# ألاتو (مترو ألماتي)
ألاتو (بالقازاقية: Алатау)، هي محطة لخطوط الشبكة الحضرية بألماتي في كازاخستان. افتتحت المحطة في 1 ديسمبر 2011.